# Засухин, Филарет Петрович
Филаре́т Петро́вич Засу́хин (1867, Муром, Владимирская губерния — не ранее 1914, Российская империя) — российский архитектор, автор ряда современных памятников архитектуры города Самары.

## Биография
Родился в 1867 году в городе Муроме, в семье Петра Ивановича Засухина (1827 — ?) и его супруги Ольги Назарьевны Засухиной (1830—1888).
В 1886 году окончил Муромское реальное училище, после чего окончил Институт гражданских инженеров.
В 1897 году поступил на службу младшим архитектором в строительное отделение Самарского губернского правления. С 1902 по 1903 год Засухин работал архитектором Земской управы Самары, а в 1903 году был призван на действительную воинскую службу. 30 января 1904 г. женился на Лидии Ивановне Оглодковой, дочери оренбургского купца Оглодкова Ивана Петровича. Для обоих брак был первым, невесте исполнилось 20 лет, жениху — 36. Бракосочетание состоялось в Покровской церкви Оренбурга.
За шесть лет работы в Самаре Засухин работал в стиле модерн, псевдоклассике[уточнить], русском стиле, строил деревянные дома. В 1890-х архитектор сотрудничал с Александром Устиновичем Зеленко, а позднее выкупил у него особняк на улице Самарской, 179, завершил строительство и поселился в нём.
21 февраля 1914 года в городе Муроме в ведение Ф. П. Засухина перешёл двухэтажный деревянный дом В. Ф. Ярошевского, находившийся в 33 квартале на современной улице Комсомольской (ранее — Николо-Можайской; здание снесено в апреле-мае 1989 года).

## Творчество
Среди знаковых для Самары объектов: Пушкинский народный дом, Окружной суд, дом Плехановой (современный адрес: улица Степана Разина, 47), особняк Кириллова (улица Куйбышева, 65), особняк Розиной, доходный дом Афанасьева (на углу улиц Пионерской и Степана Разина), дом Юрина (улица Степана Разина, 52) и другие.
Его интерпретация русского стиля отличалась от щербачёвской неожиданным сочетанием типичных мелких деталей — кокошников, балясин, всевозможных шатровых башен и башенок с классицистическими треугольными фронтонами над окнами и рустом первого этажа. Обильно украшенные деталями, нарядные здания Ф. П. Засухина выделялись среди окружающей застройки, среди них: особняки А. И. Кириллова и С. А. Плеханова, оба 1900 года постройки.
Засухин проектировал храмы в селе Наумовка Бугурусланского уезда и селе Старая Куликовка Ставропольского уезда, колокольню в бугульминском Александро-Невском мужском монастыре, вёл надзор за строительством Пантелеймоновской церкви при больнице, занимался расширением Всехсвятской кладбищенской церкви, восстанавливал мельницу Бобермана за Самаркой.